# Rhipha pulcherrima
Rhipha pulcherrima är en fjärilsart som beskrevs av Rothschild 1935. Rhipha pulcherrima ingår i släktet Rhipha och familjen björnspinnare. Inga underarter finns listade.